# الكرمة (سيدي بوزيد)
الكَرْمَة قرية تقع في معتمدية المكناسي بولاية سيدي بوزيد من الوسط التونسي.

### مواضيع ذات علاقة
- معتمدية المكناسي.
- ولاية سيدي بوزيد.